# ایا صوفیه کوچک
مسجد ایا صوفیه کوچک یا ایا صوفیه صغیر (به ترکی: Küçük Ayasofya Camii)، قبلاً کلیسای مقدسین سرجیوس و باکوس بوده که در زمان امپراتوری عثمانی به مسجد تبدیل شده‌است. این ساختمان بیزانس با یک نقشه گنبدی-مرکزی در قرن ششم توسط ژوستینین بنا شده‌است، این بنا از مهم‌ترین بناهای اولیه بیزانس در استانبول است که در آن زمان به عنوان زینتی برای کل شهر شناخته می‌شد.

## محل
این ساختمان در استانبول، در منطقه فاتیح، در فاصله کمی از دریای مارمارا، در نزدیکی ویرانه‌های کاخ بزرگ قرار دارد. هم‌اکنون با خط راه‌آهن حومه سیرکچی - هالکالی و جاده ساحلی، خیابان کندی، از دریا جدا شده‌است.

## تاریخ

### دوره بیزانس
بر طبق افسانه‌ها، در زمان سلطنت جاستین اول، خواهرزاده وی جوستینین به توطئه علیه تاج و تخت متهم شده و به اعدام محکوم شده بود، از حضور مقدسین سرگیوس و باکوس در برابر جاستین جلوگیری شد و به خاطر بی گناهی جوستینین تعهد کرد. با این تعهد او آزاد شد و به عنوان سزار به زندگی خود ادامه داد و با قدردانی قول داد که هنگامی که امپراتور شد کلیسایی را به مقدسین اختصاص دهد. ساخت این کلیسای مقدسین سرجیوس و باکوس، بین سالهای ۵۲۷ تا ۵۳۶ میلادی، از اولین اقدامات سلطنت جوستینین اول بود.

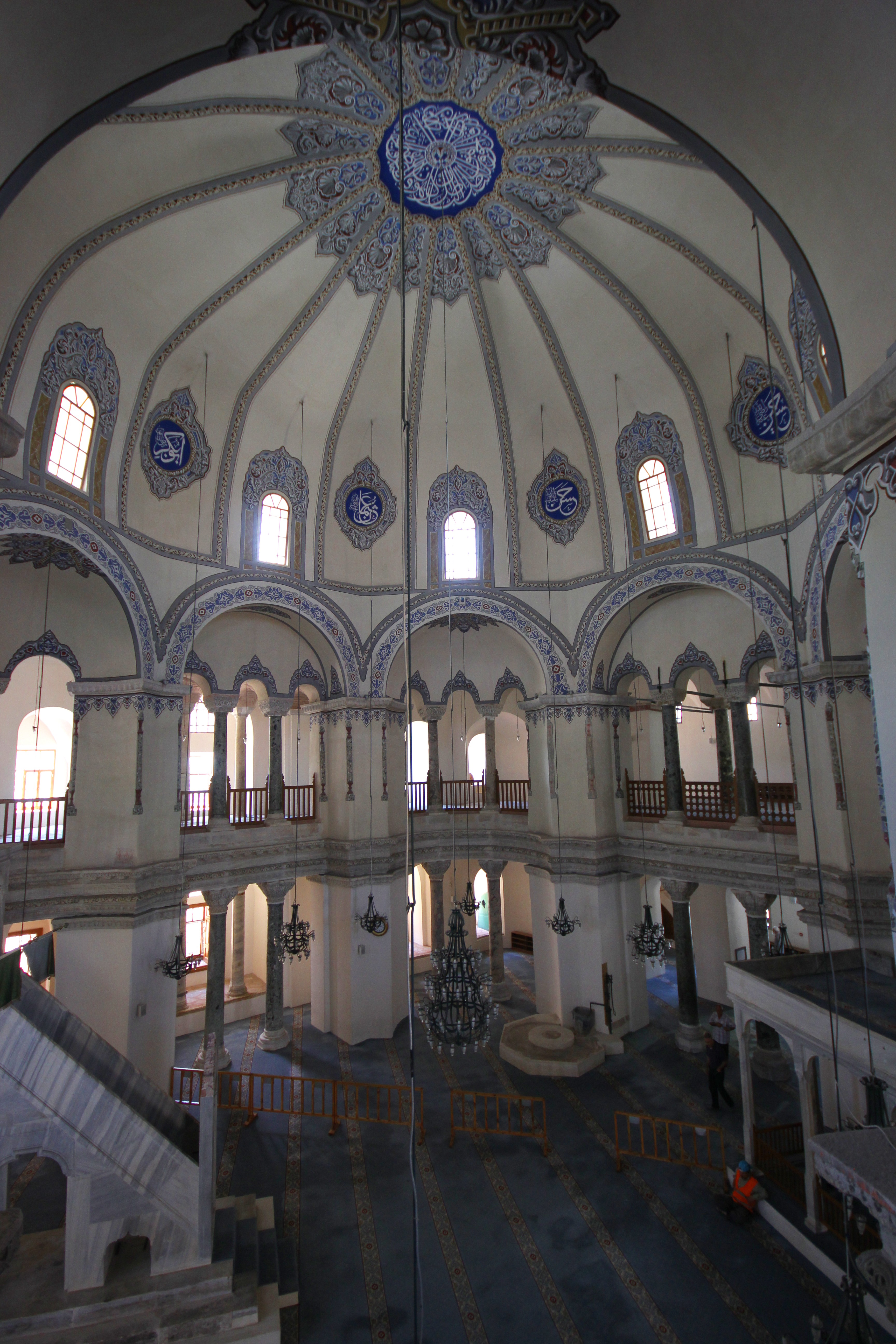
نمای کلی از مسجد

### دوره عثمانی
پس از فتح قسطنطنیه توسط عثمانی در سال ۱۴۵۳، این کلیسا تا زمان سلطنت بایزید دوم دست نخورده باقی ماند. سپس در بین سالهای ۱۵۰۶ تا ۱۵۱۳ به یک مسجد تبدیل شد. در سال ۱۷۴۰ توسط وزیر اعظم وقت، مسجد مورد بازسازی و احیاء قرار گرفت. خسارات ناشی از زمین لرزه‌های سال ۱۶۴۸ و ۱۷۶۳ در سال ۱۸۳۱ و در دوره سلطنت سلطان محمود دوم تعمیر شد. در سال ۱۷۶۲ اولین مناره مسجد ساخته شد و در سال ۱۹۴۰ تخریب شد و دوباره در سال ۱۹۵۶ ساخته شد. سرعت فروپاشی و تخریب ساختمان که قبلاً به دلیل رطوبت و زمین لرزه در طی قرن‌ها صورت می‌گرفت، پس از ساخت راه‌آهن شتاب بیشتری گرفت. قسمت‌هایی از سنت پیتر و پولس در جنوب ساختمان برای قرار دادن خط ریلی تخریب شده‌اند. خسارات دیگر ناشی از استفاده ساختمان به عنوان مسکن پناهندگان در جنگهای بالکان بود. با توجه به تهدیدهای فزاینده مربوط به این ساختمان، سالها پیش این بنا به لیست بازدید یونسکو از بناهای در معرض خطر اضافه شد. صندوق جهانی آثار تاریخی در سالهای ۲۰۰۲، ۲۰۰۴ و ۲۰۰۶ آن را عنوان یک بنا در معرض خطر معرفی کرد. پس از مرمت گسترده‌ای که چند سال به طول انجامید و در سپتامبر ۲۰۰۶ به پایان رسید، این مکان دوباره برای بازدید عموم و برای عبادت گشوده شد.

## معماری

### خارجی
سنگ‌تراشی بیرونی سازه روش معمول آن دوره را در قسطنطنیه اتخاذ می‌کند، که از آجرهای فرورفته در تخت‌های ضخیم از ملات استفاده می‌کند. دیوارها توسط زنجیرهای ساخته شده از بلوک سنگی کوچک تقویت شده‌اند.

نقشه ساختمان مسجد

### داخلی
در داخل بنای آن یک ستون زیبا دو طبقه قرار دارد که در امتداد ضلع شمالی، غربی و جنوبی می‌گذرد و دارای کتیبه ای ظریفی است. ستون‌ها به صورت متناوب از مرمرهای عتیقه ای و قرمز سنگ مرمر هستند. از دکوراسیون داخلی کلیسا چیزی باقی نمانده‌است، اما مسیحیان معاصر توصیف می‌کنند که در موزائیک‌هایی با دیوارهای سنگ مرمر متنوع پوشیده بوده‌است. در زمان تبدیل کلیسا به مسجد، پنجره‌ها و ورودی تغییر یافته، سطح کف بلند شده، و دیوارهای داخلی گچ کاری شده‌است.

## نگارخانه

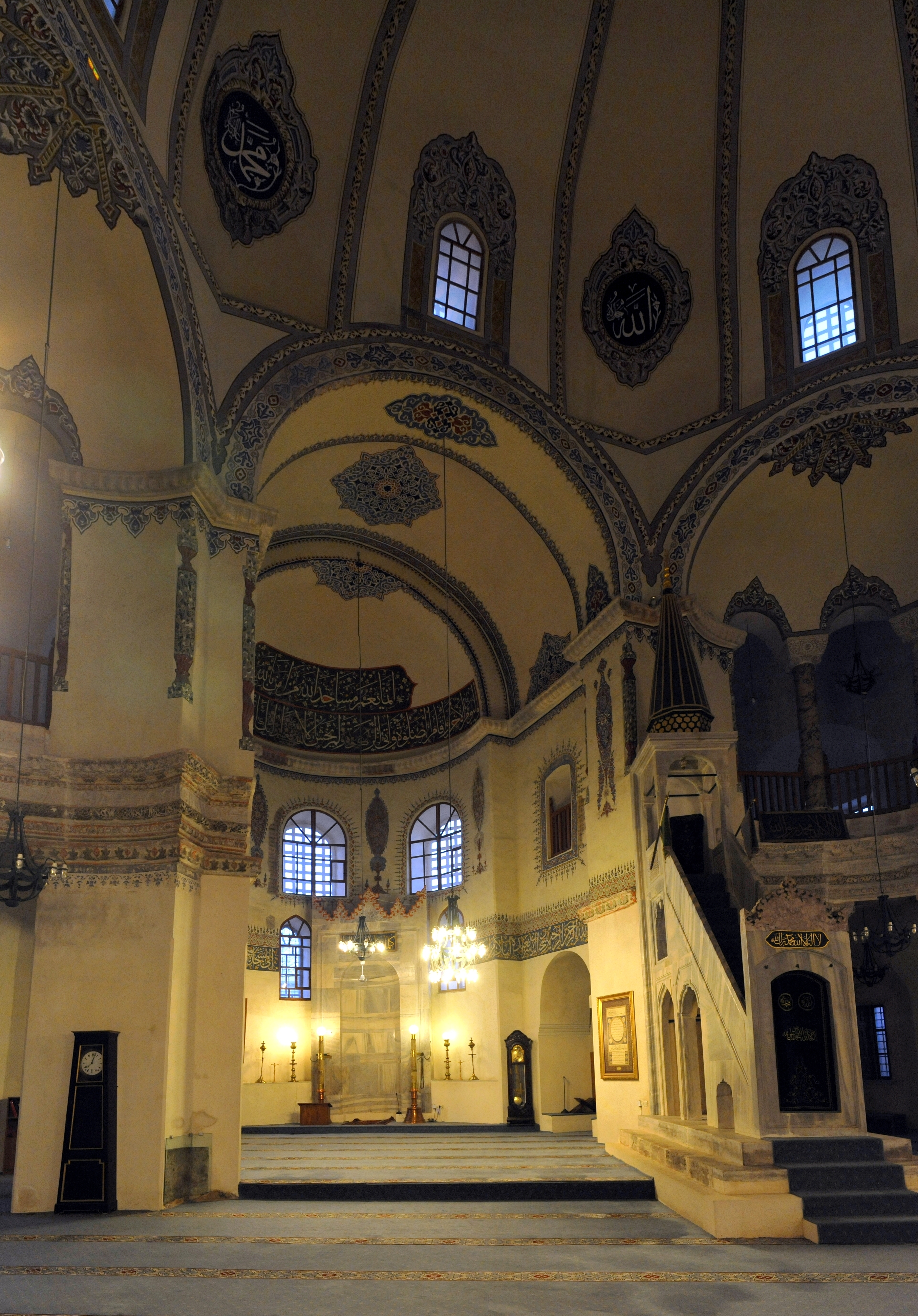
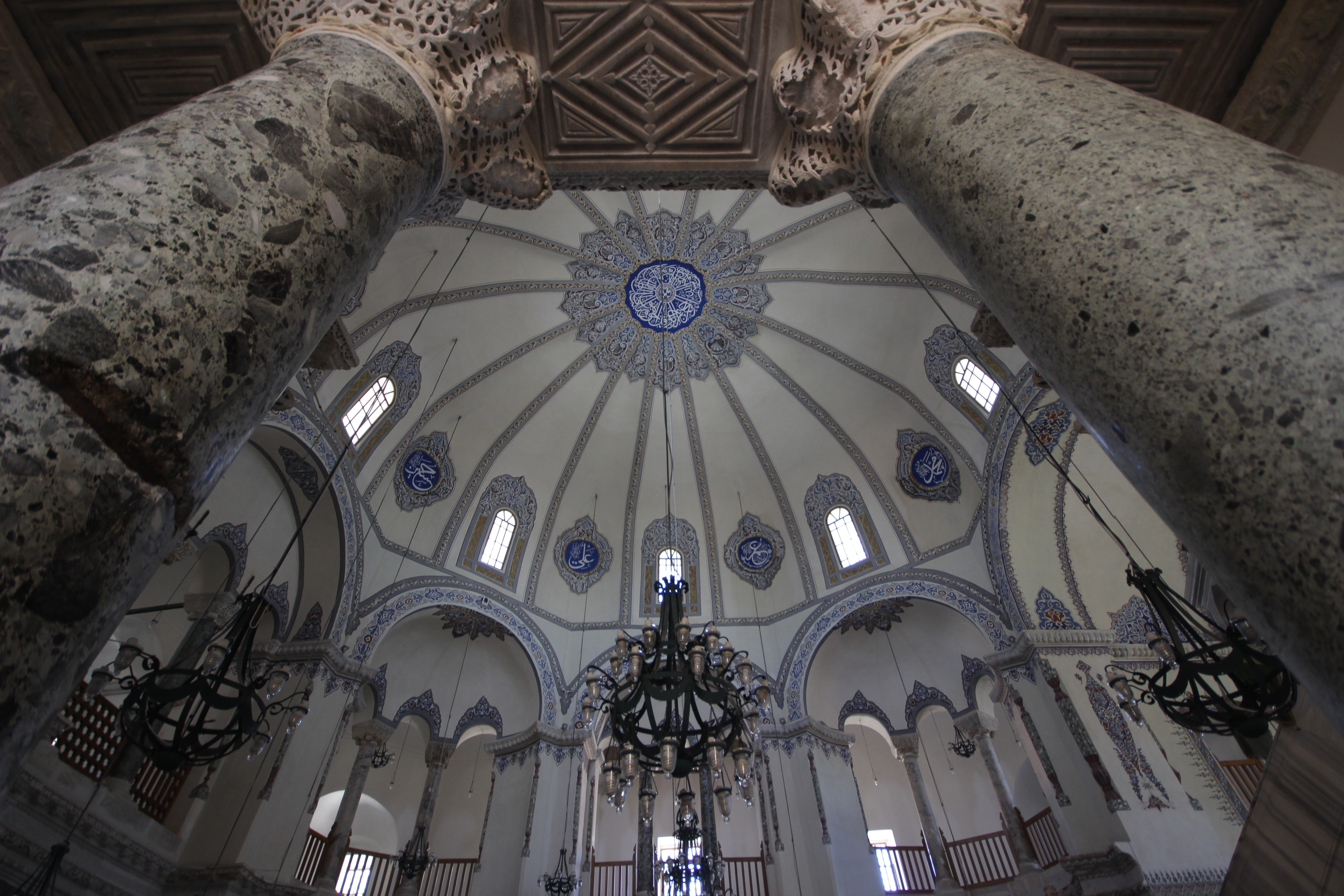
جزئیات ستون و قسمت شمالی گنبد.
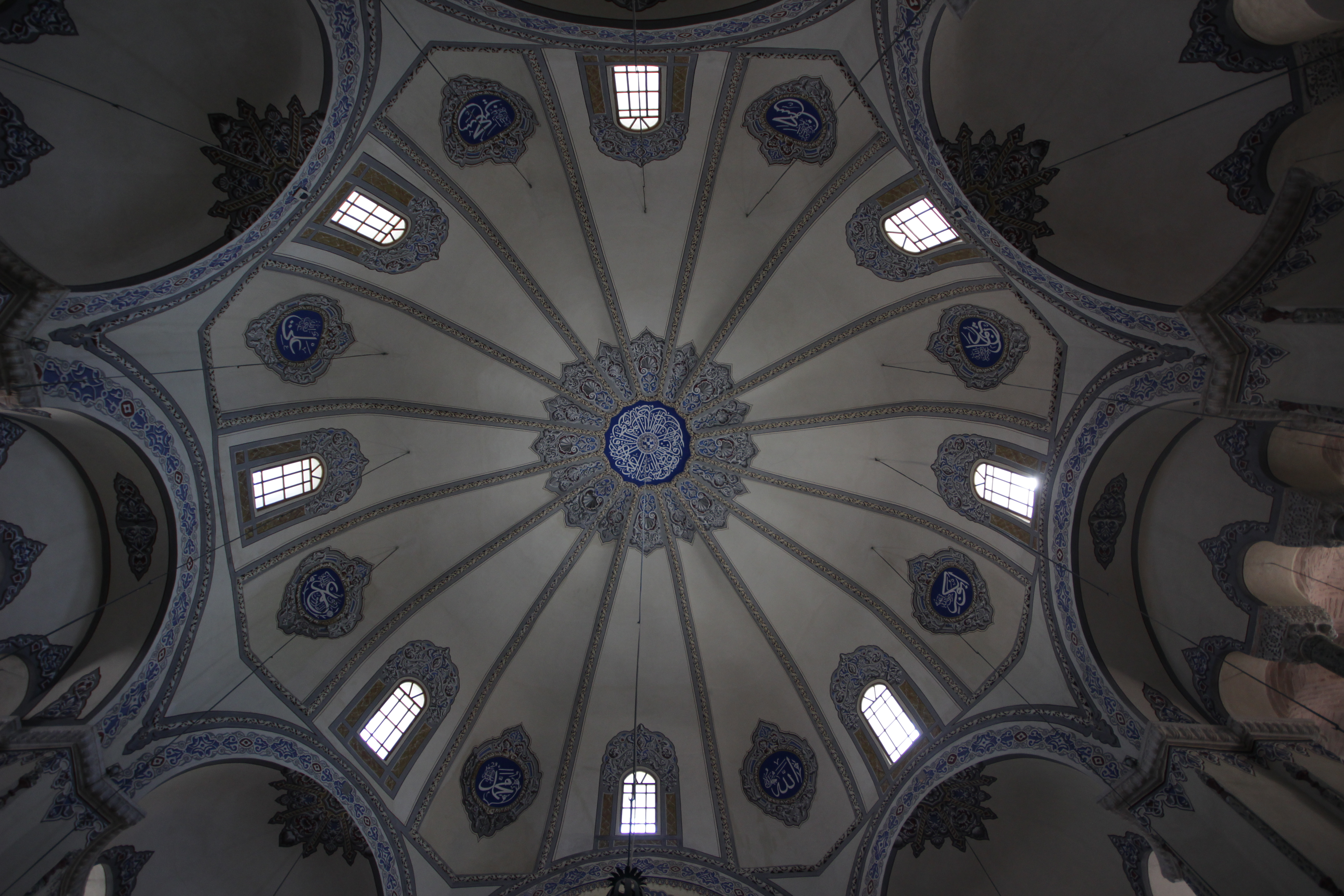
گنبد
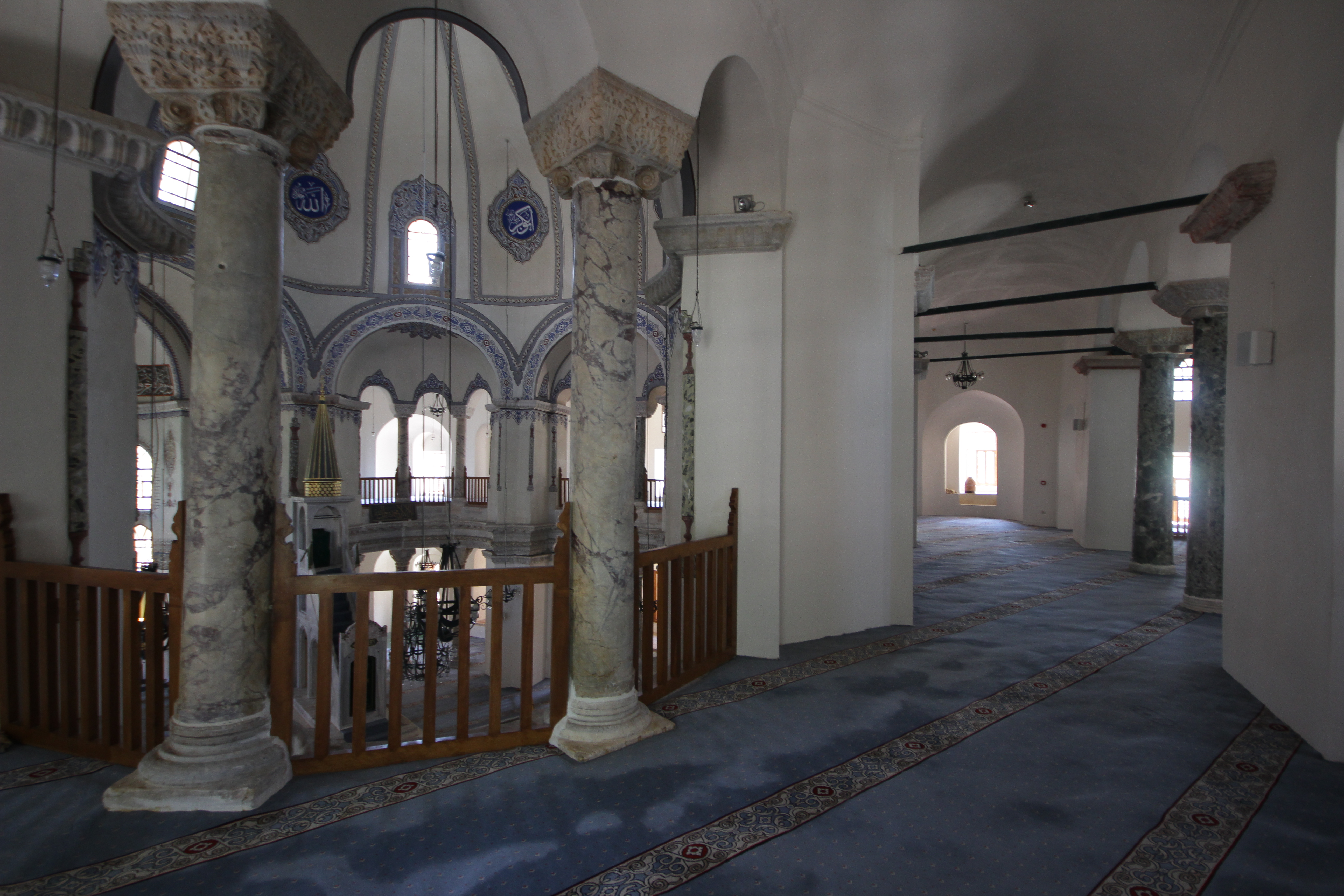
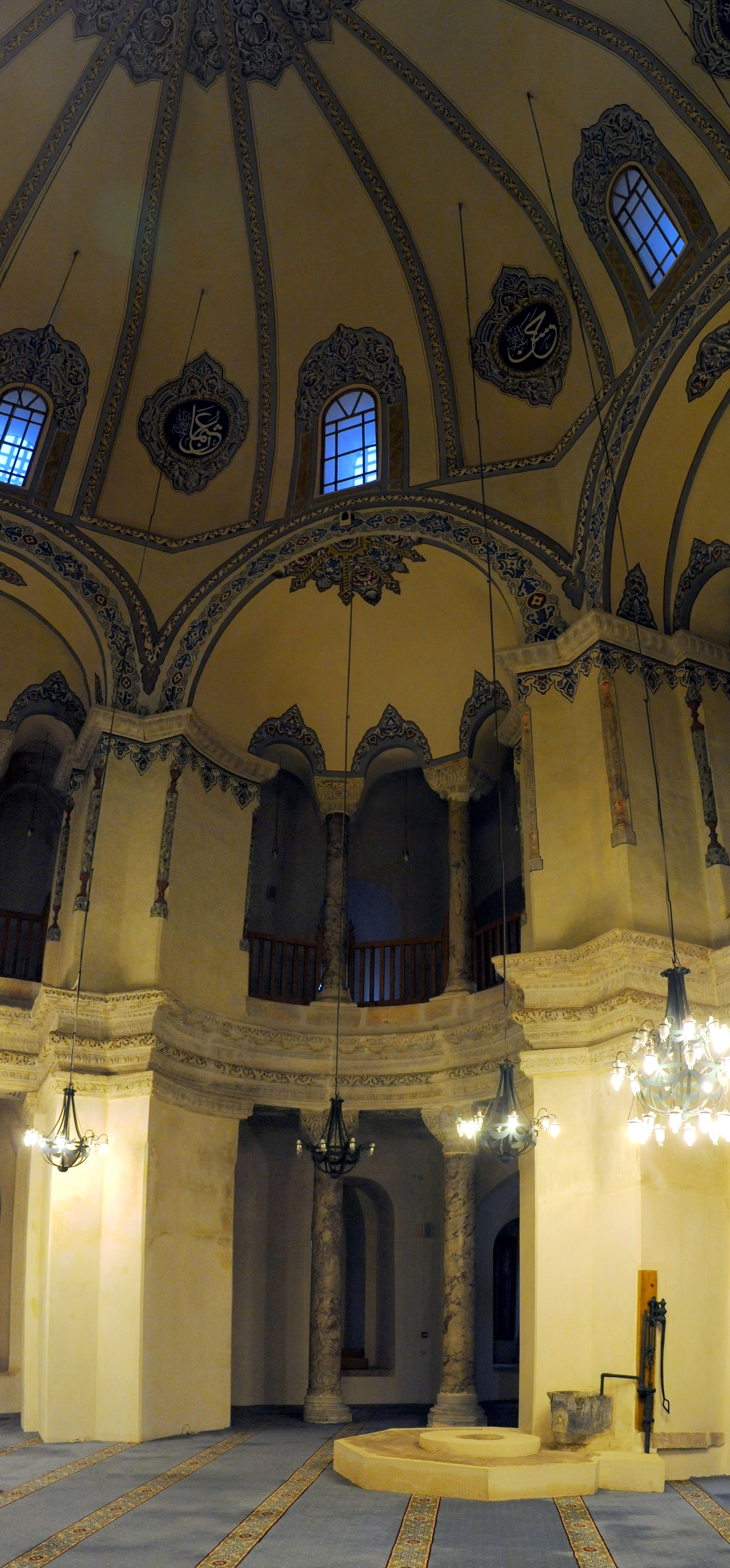
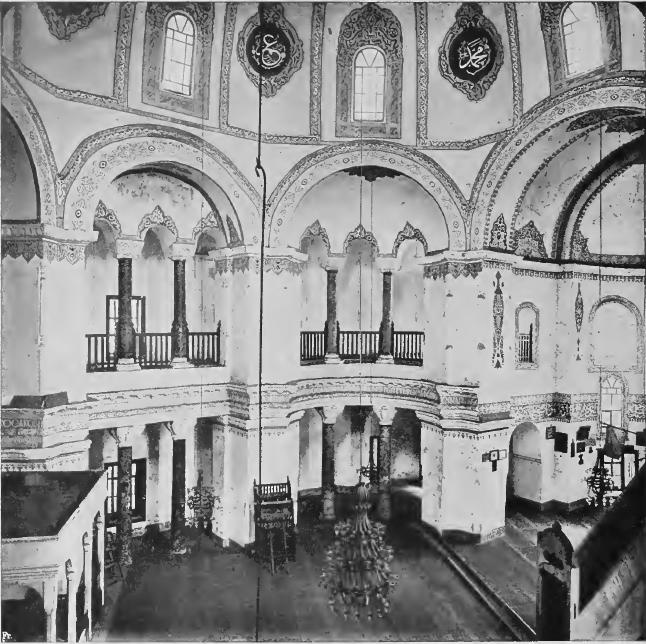
داخلی شمال غربی (۱۹۱۴).
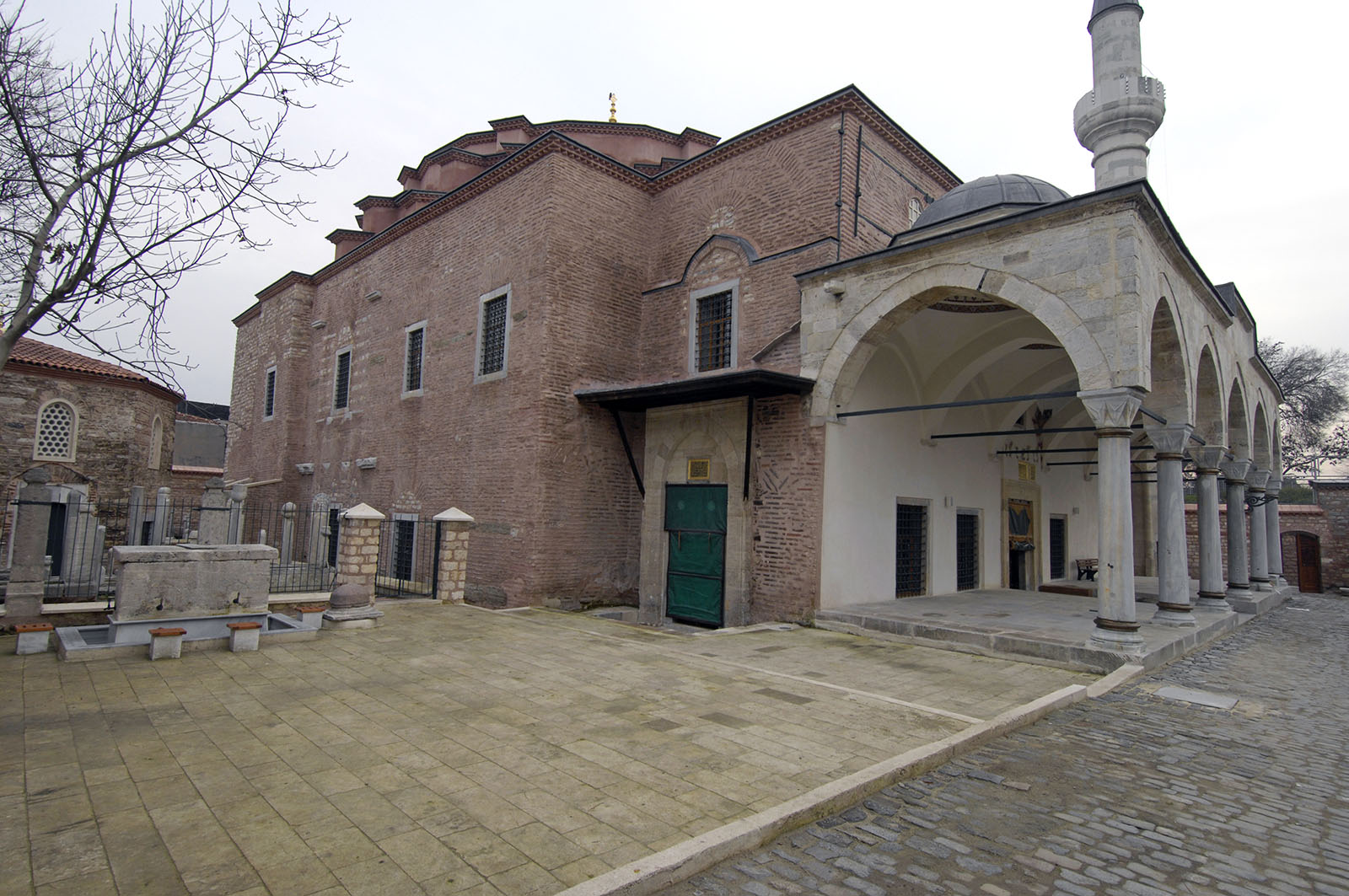
نمای بیرونی
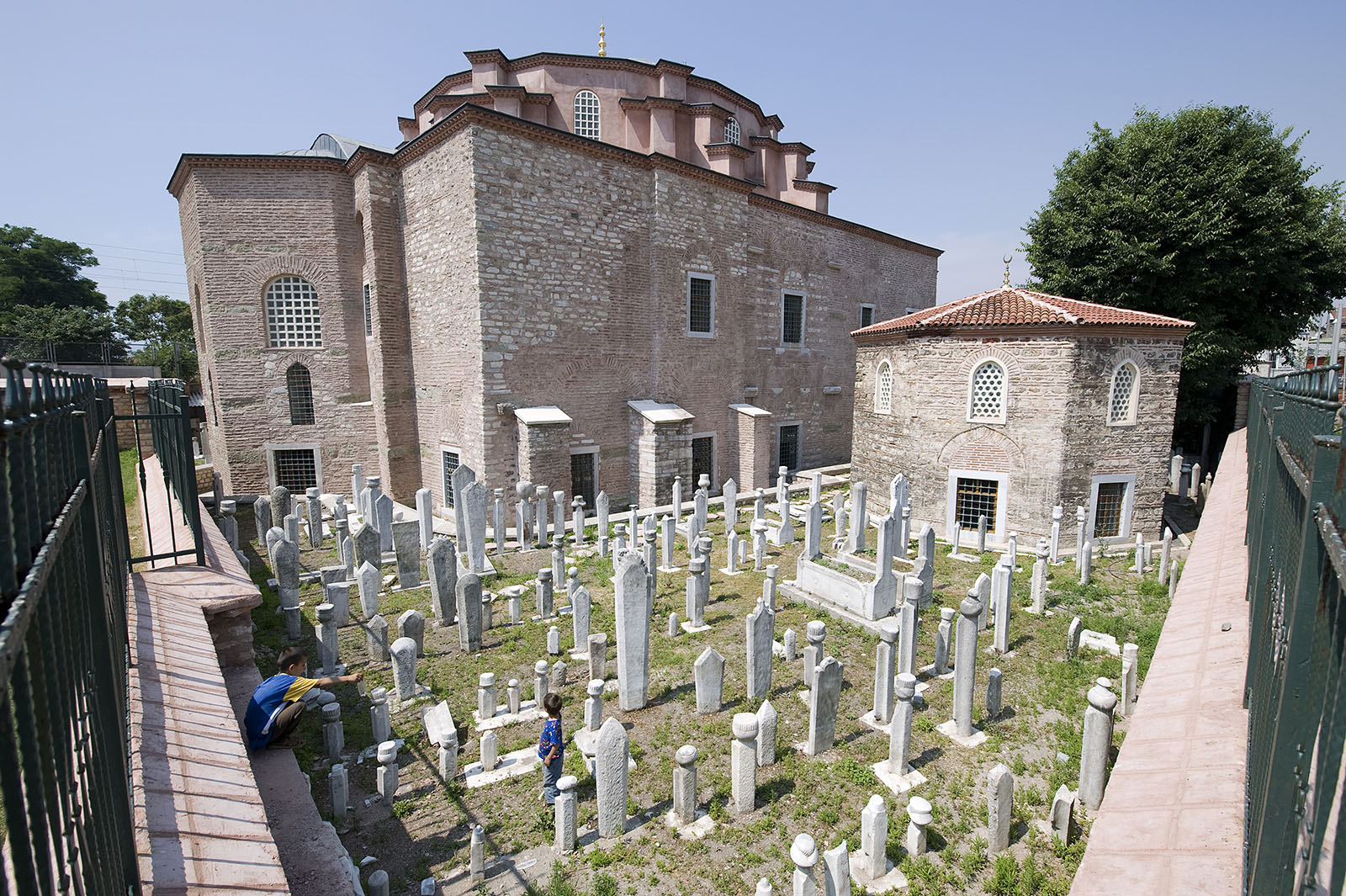
قبرستان کنار مسجد
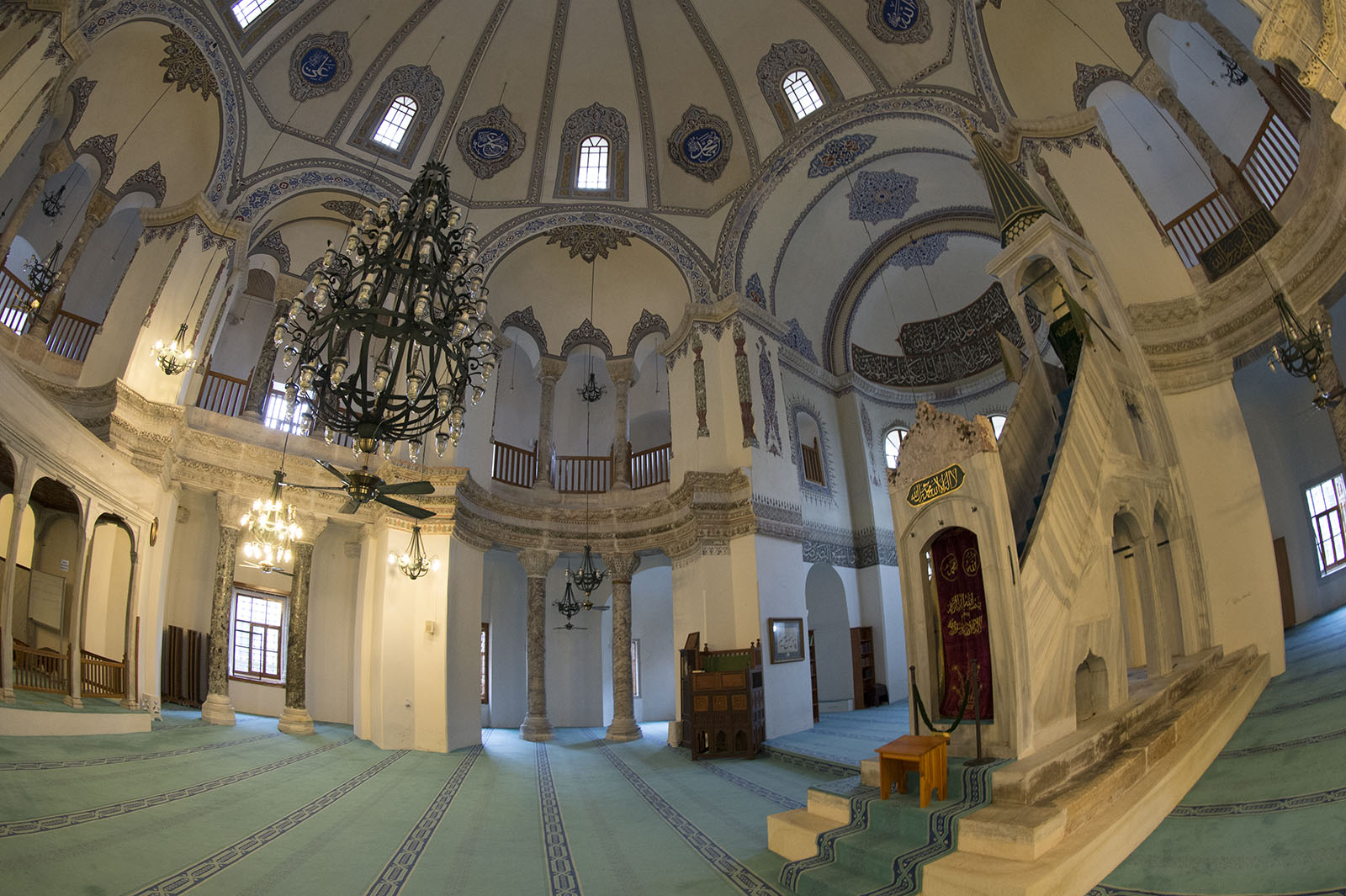
نمای درونی
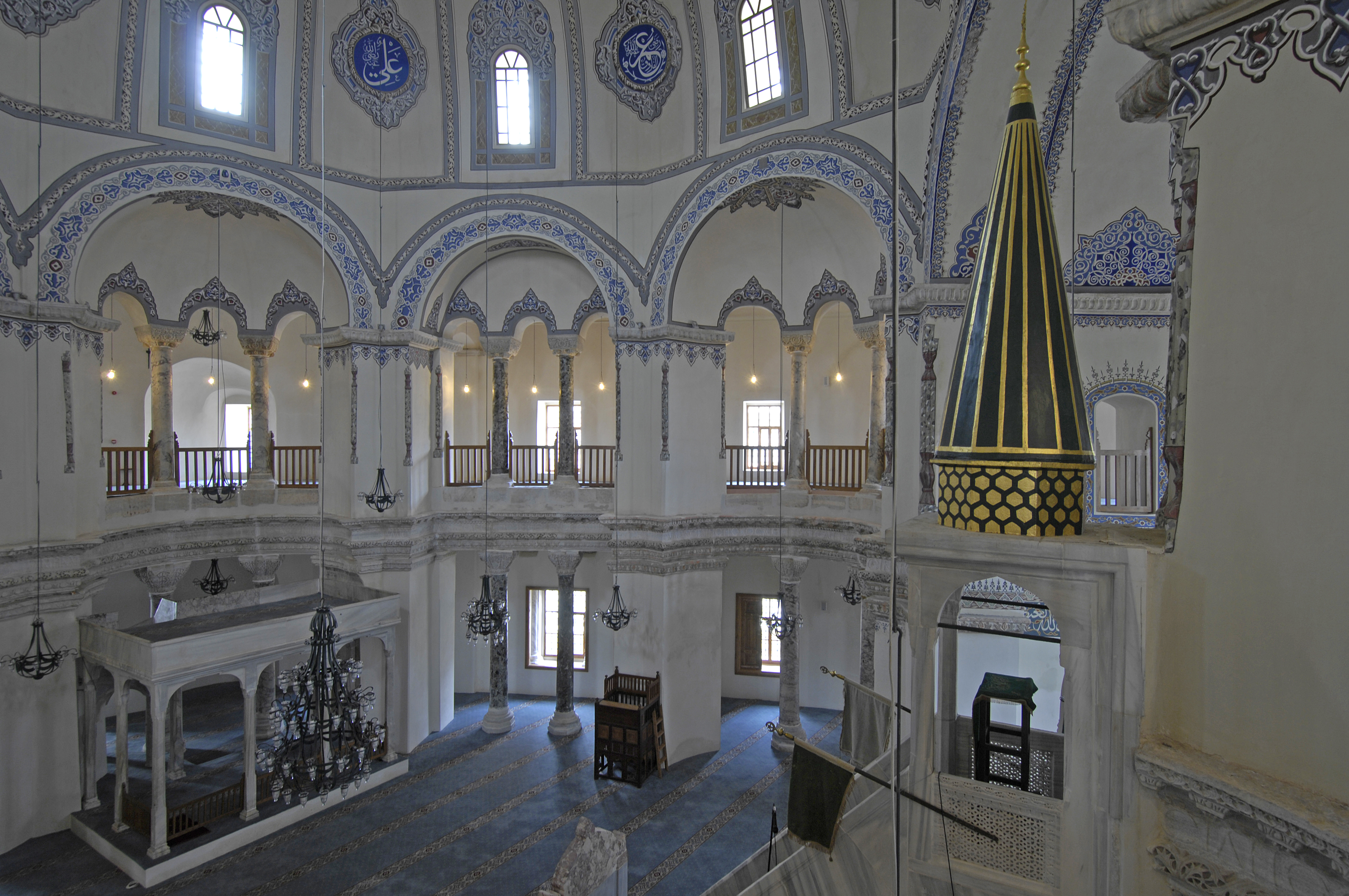
نمای درونی از طبقه اول
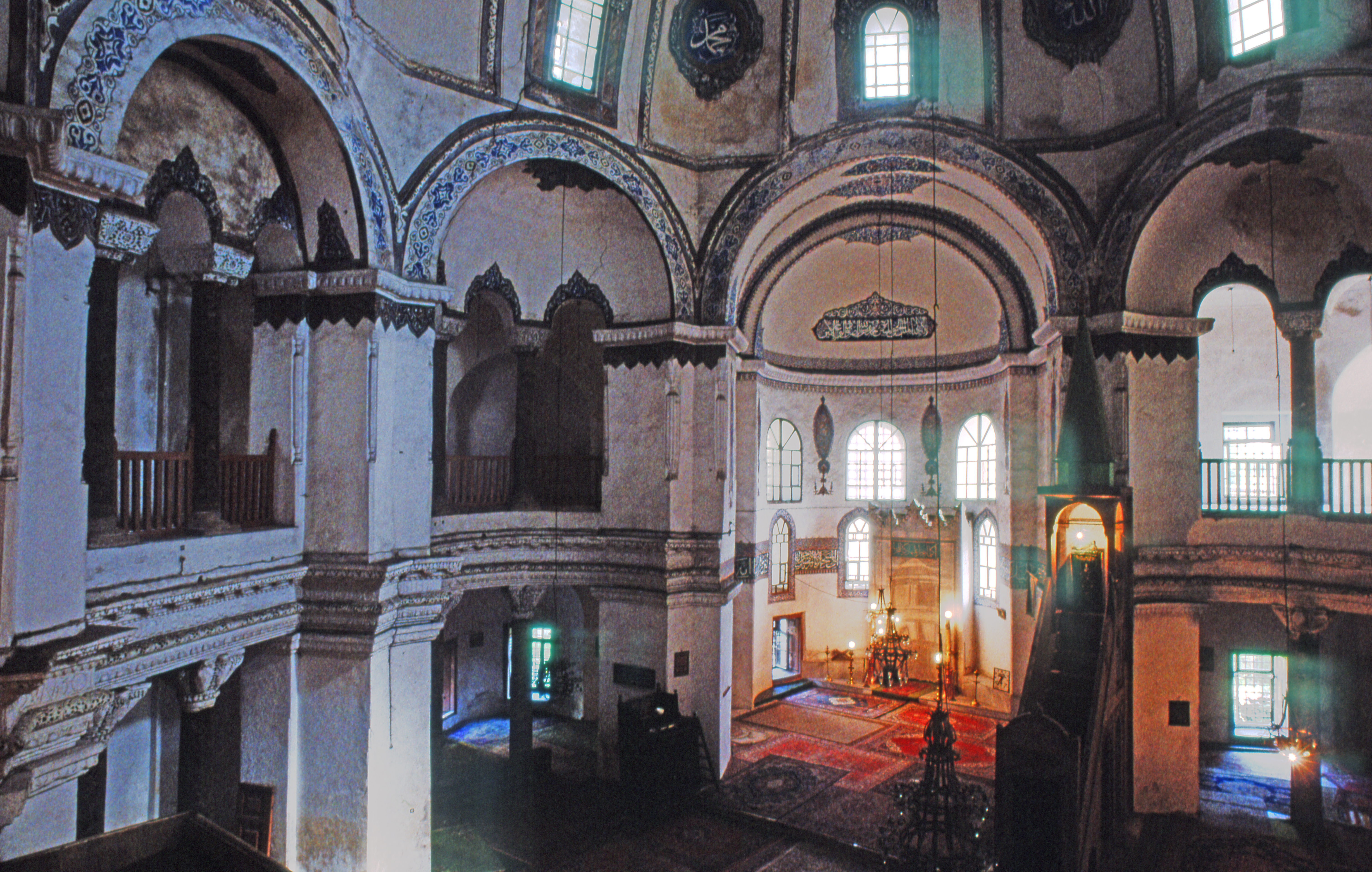
نمای درونی
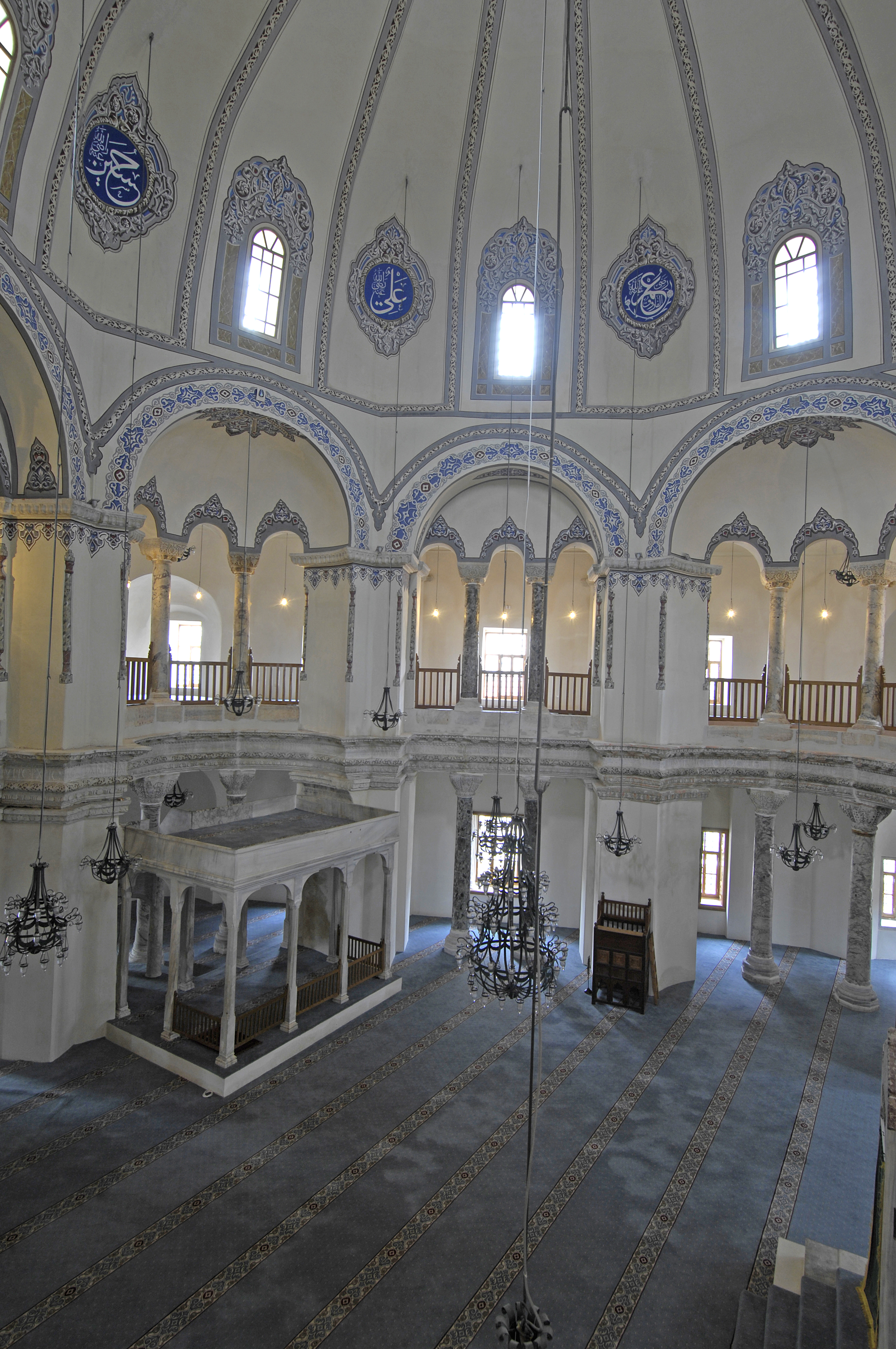
نمای درونی
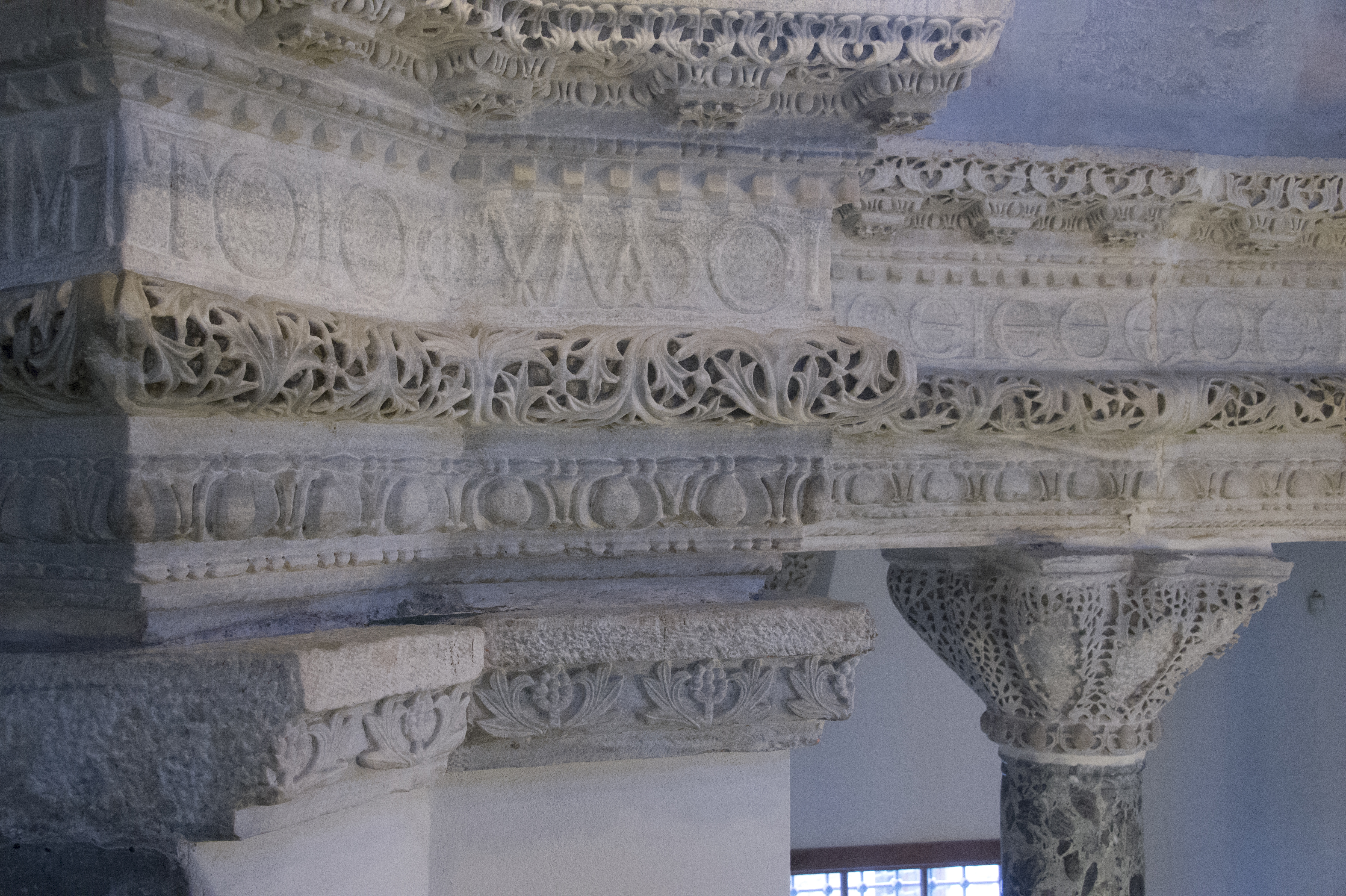
نمایی از ستونها
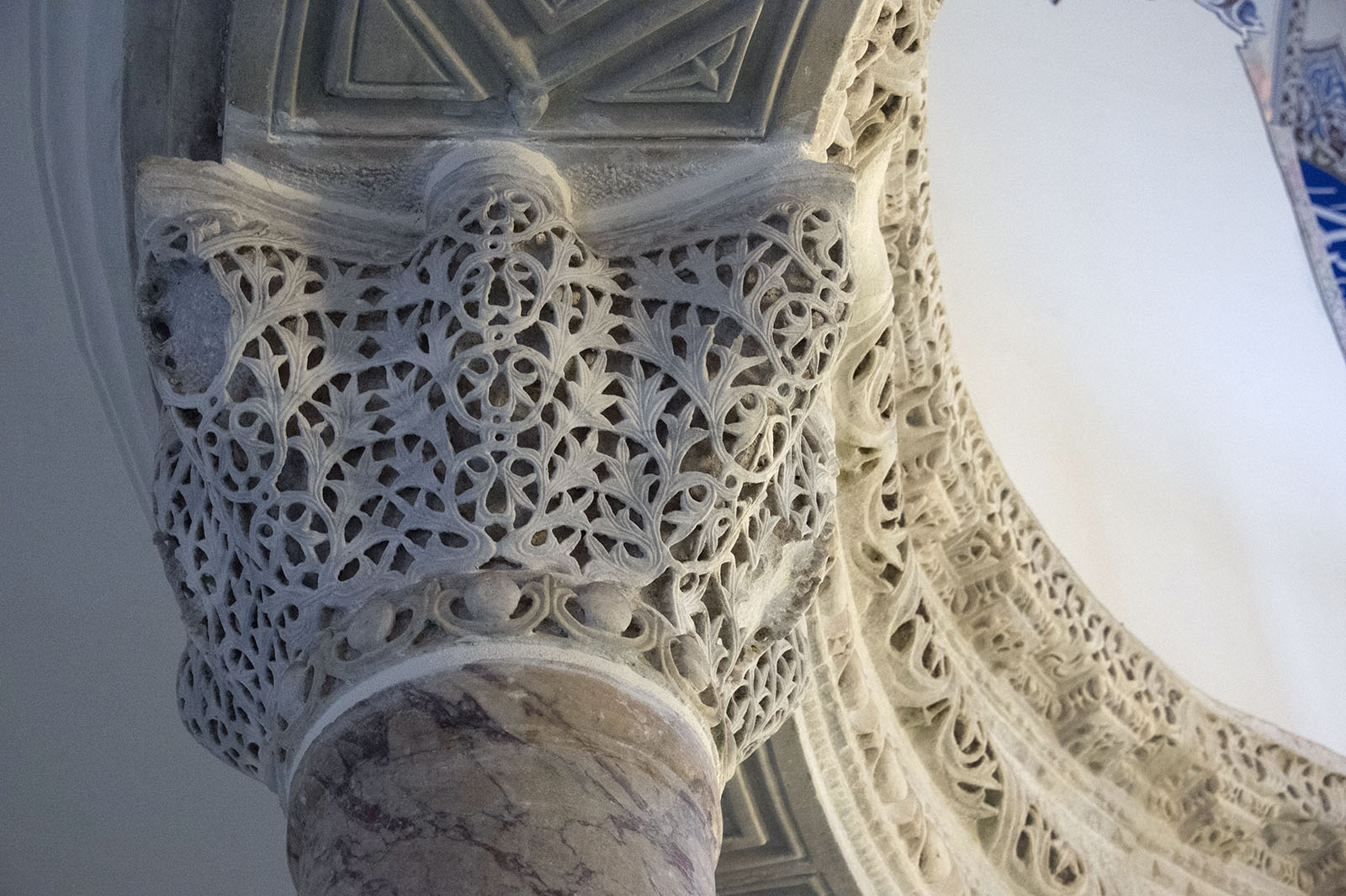
ستونها